# Rhizophora mucronata
Espèce
Classification phylogénétique
Statut de conservation UICN

 LC  : Préoccupation mineure
Rhizophora mucronata est une espèce de plantes à fleurs de la famille des Rhizophoraceae. C'est un palétuvier présent dans la plupart des mangroves des rivages des océans Indien et Pacifique.

## Description
Le palétuvier Rhizophora mucronata pousse à l'intérieur de la mangrove de l'Asie du Sud-Est, juste derrière les premiers arbustes et arbres colonisateurs du genre Sonneratia et les palétuviers noirs du genre Avicennia qui poussent près de la mer, au niveau des basses eaux,. C'est un genre de plante qui peut mesurer de 15 à 35 mètres, ses feuilles sont de forme elliptique ,  epaisses, cireuses avec des points noirs, elles mesurent entre 9 et 18 centimètres.

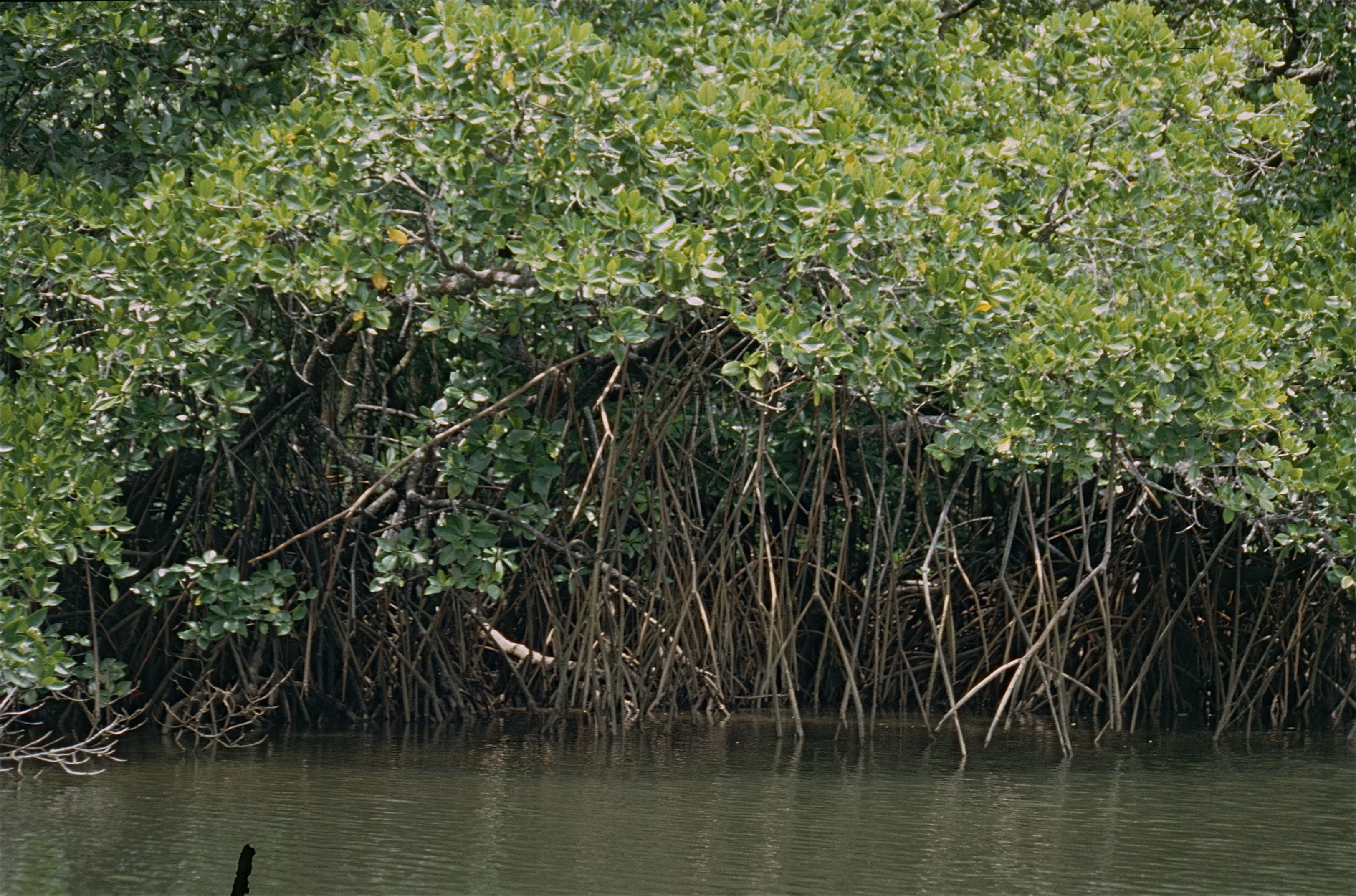
Rhizophora mucronata (Cape Tribulation, en Australie).